# 佐伯区役所前駅
佐伯区役所前駅（さえきくやくしょまええき）は、広島県広島市佐伯区海老園二丁目にある広島電鉄宮島線の駅である。駅番号はM28。

## 歴史
当駅の所在地であり、駅名にも含まれている広島市佐伯区は1985年（昭和60年）、佐伯郡五日市町が広島市に編入したことで新設された区である。当駅は佐伯区の設置を受け、2年後の1987年（昭和62年）に開業した。同年に広電五日市駅が移設したことにより駅間距離が長くなった広電五日市駅 - 楽々園駅間に新設された駅であり、広島市の要請に応じて開設された請願駅である。駅の建設費用は広島市が負担した。

### 年表
- 1987年（昭和62年）3月27日：宮島線の広電五日市 - 楽々園間に新規開業[5]。

## 駅構造

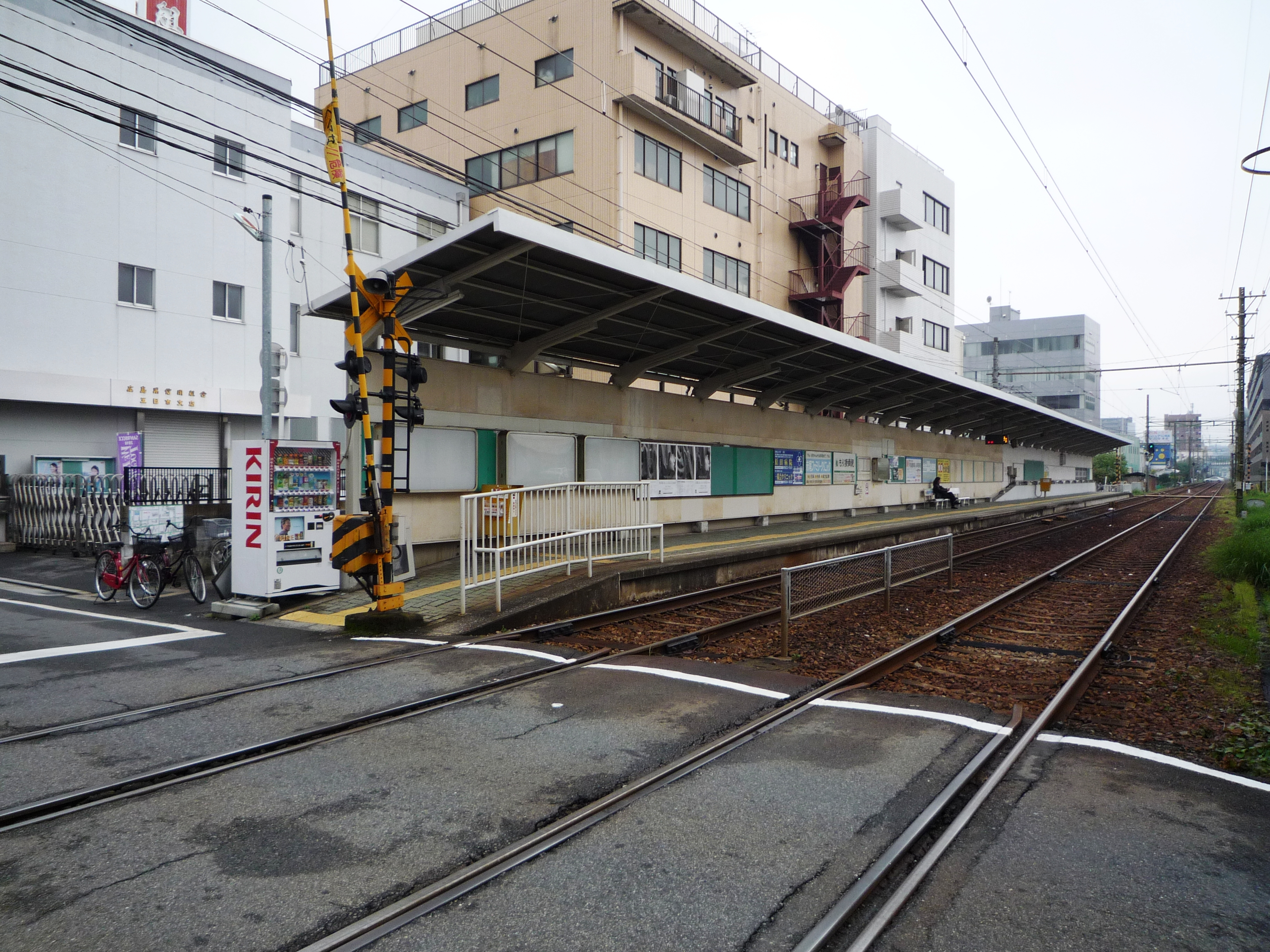
広電宮島口方面ホーム

2面2線の地上駅。互いのホームは斜向かいに位置している。路線の起点から見て手前にあるのが広電西広島（己斐）駅方面へ向かう上りホーム、奥にあるのが広電宮島口駅方面へ向かう下りホームで、両ホームの間には道路が通り踏切が設置されている。
上りホームの広電西広島寄りには、かつて宮島線で運行されていた鉄道車両用に使われていた高床ホームが残されている。

## 利用状況
以下の情報は、広島市統計書に基づいたデータである。1日平均乗車人員データは、年度毎の乗車総数を365（閏年は366）で割った値を小数点2位を丸めて小数点1位の値にした物である。広島電鉄のデータは1,000で丸めて提供されているので、1年毎ではプラスマイナス500の誤差があり、1日当たりでは1.4人程度の誤差が発生する。
| 年度               | 1日平均 乗車人員 | 1年毎 乗車総数 | 1年毎 定期 | 1年毎 定期外 | 出典        |
| ------------------ | ---------------- | -------------- | ---------- | ------------ | ----------- |
| 1998年（平成10年） | 1,364.4          | 498,000        | 93,000     | 405,000      | [ 統計 1 ]  |
| 1999年（平成11年） | 1,480.9          | 542,000        | 93,000     | 449,000      | [ 統計 1 ]  |
| 2000年（平成12年） | 1,452.1          | 530,000        | 94,000     | 436,000      | [ 統計 1 ]  |
| 2001年（平成13年） | 1,386.3          | 506,000        | 82,000     | 424,000      | [ 統計 2 ]  |
| 2002年（平成14年） | 1,342.5          | 490,000        | 78,000     | 412,000      | [ 統計 3 ]  |
| 2003年（平成15年） | 1,314.2          | 481,000        | 73,000     | 408,000      | [ 統計 4 ]  |
| 2004年（平成16年） | 1,189.0          | 434,000        | 67,000     | 367,000      | [ 統計 5 ]  |
| 2005年（平成17年） | 1,243.8          | 454,000        | 71,000     | 383,000      | [ 統計 6 ]  |
| 2006年（平成18年） | 1,238.4          | 452,000        | 73,000     | 379,000      | [ 統計 7 ]  |
| 2007年（平成19年） | 1,254.1          | 459,000        | 79,000     | 380,000      | [ 統計 8 ]  |
| 2008年（平成20年） | 1,246.7          | 455,000        | 82,000     | 373,000      | [ 統計 9 ]  |
| 2009年（平成21年） | 1,202.7          | 439,000        | 83,000     | 356,000      | [ 統計 10 ] |
| 2010年（平成22年） | 1,219.2          | 445,000        | 83,000     | 362,000      | [ 統計 11 ] |
| 2011年（平成23年） | 1,226.8          | 449,000        | 78,000     | 371,000      | [ 統計 12 ] |
| 2012年（平成24年） | 1,227.4          | 448,000        | 75,000     | 373,000      | [ 統計 13 ] |
| 2013年（平成25年） | 1,241.1          | 453,000        | 76,000     | 377,000      | [ 統計 14 ] |
| 2014年（平成26年） | 1,243.8          | 454,000        | 80,000     | 374,000      | [ 統計 15 ] |
| 2015年（平成27年） | 1,268.6          | 464,000        | 79,000     | 386,000      | [ 統計 16 ] |
| 2016年（平成28年） | 1,331.5          | 486,000        | 87,000     | 398,000      | [ 統計 17 ] |
| 2017年（平成29年） | 1,320.5          | 482,000        | 95,000     | 387,000      | [ 統計 18 ] |
| 2018年（平成30年） | 1,276.7          | 466,000        | 105,000    | 361,000      | [ 統計 19 ] |
| 2019年（令和元年） | 1,240.4          | 454,000        | 110,000    | 344,000      | [ 統計 20 ] |

## 駅周辺
佐伯区役所は駅から南へ徒歩2分の距離にある。
- 五日市郵便局
- スパーク五日市店

### バス路線
駅と佐伯区役所の間に東西に延びる国道2号（宮島街道）沿いに広電バスの「佐伯区役所前」バス停がある。
- 3 東観音台線：五日市駅南口 - 佐伯区役所前 - 楽々園 - 広島工大入口 - 観音台 - 五日市高校 - 東観音台団地
- 4 湯来線：五日市駅南口 - 佐伯区役所前 - 楽々園 - 広島工大入口 - 湯来川角 - （杉並台） - 湯来ロッジ前

## 隣の駅
広島電鉄
■宮島線
広電五日市駅 (M27) - 佐伯区役所前駅 (M28) - 楽々園駅 (M29)

#### 本文
1. ↑  “路線・電停ガイド - 宮島線”.   広島電鉄. 2015年8月11日時点のオリジナルよりアーカイブ。2017年2月12日閲覧。
2. 1 2 3 4  『広島電鉄開業100年・創立70年史』広島電鉄、2012年、235・440頁頁。
3. ↑  『広電が走る街 今昔』125頁
4. 1 2 3 4 5 6  川島令三『山陽・山陰ライン 全線・全駅・全配線』 第7巻 広島エリア、講談社〈【図説】 日本の鉄道〉、2012年、17・88頁頁。ISBN 978-4-06-295157-9。
5. ↑  『広電が走る街 今昔』150-157頁
6. 1 2 3  川島令三『全国鉄道事情大研究』 中国篇 2、草思社、2009年、118頁。ISBN 978-4-7942-1711-0。
7. ↑  バス情報 路線バス 広電バス

#### 利用状況
1. 1 2 3  『広島市統計書』平成13年版
2. ↑  『広島市統計書』平成14年版
3. ↑  『広島市統計書』平成15年版
4. ↑  『広島市統計書』平成16年版
5. ↑  『広島市統計書』平成17年版
6. ↑  『広島市統計書』平成18年版
7. ↑  『広島市統計書』平成19年版
8. ↑  『広島市統計書』平成20年版
9. ↑  『広島市統計書』平成21年版
10. ↑  『広島市統計書』平成22年版
11. ↑  『広島市統計書』平成23年版
12. ↑  『広島市統計書』平成24年版
13. ↑  『広島市統計書』平成25年版
14. ↑  『広島市統計書』平成26年版
15. ↑  『広島市統計書』平成27年版
16. ↑  『広島市統計書』平成28年版
17. ↑  『広島市統計書』平成29年版
18. ↑  『広島市統計書』平成30年版
19. ↑  『広島市統計書』令和元年版
20. ↑  『広島市統計書』令和2年版